# Торре-Беретти-э-Кастелларо
Торре-Беретти-э-Кастелларо (итал. Torre Beretti e Castellaro) — коммуна в Италии, находится в регионе Ломбардия, в провинции Павия.
Население составляет 558 человек (2008), плотность населения составляет 33 чел./км². Занимает площадь 17 км². Почтовый индекс — 27030. Телефонный код — 0384.
Покровителем коммуны почитается святой Иоанн Предтеча, празднование 24 июня.

## Демография
Динамика населения:

## Администрация коммуны
- Официальный сайт: